# Герб Рузы
Герб города Рузы — официальный символ городского поселения Руза (существовавшего в 2005—2017 гг.), представленный традиционным геральдическим щитом, в красном (червленом) поле которого лежат четыре на перекрест положенные серебряных меча, золотыми рукоятями в стороны от центра щита. Утвержден решением Совета депутатов городского поселения Руза от 24 октября 2006 года.

## Геральдическое обоснование

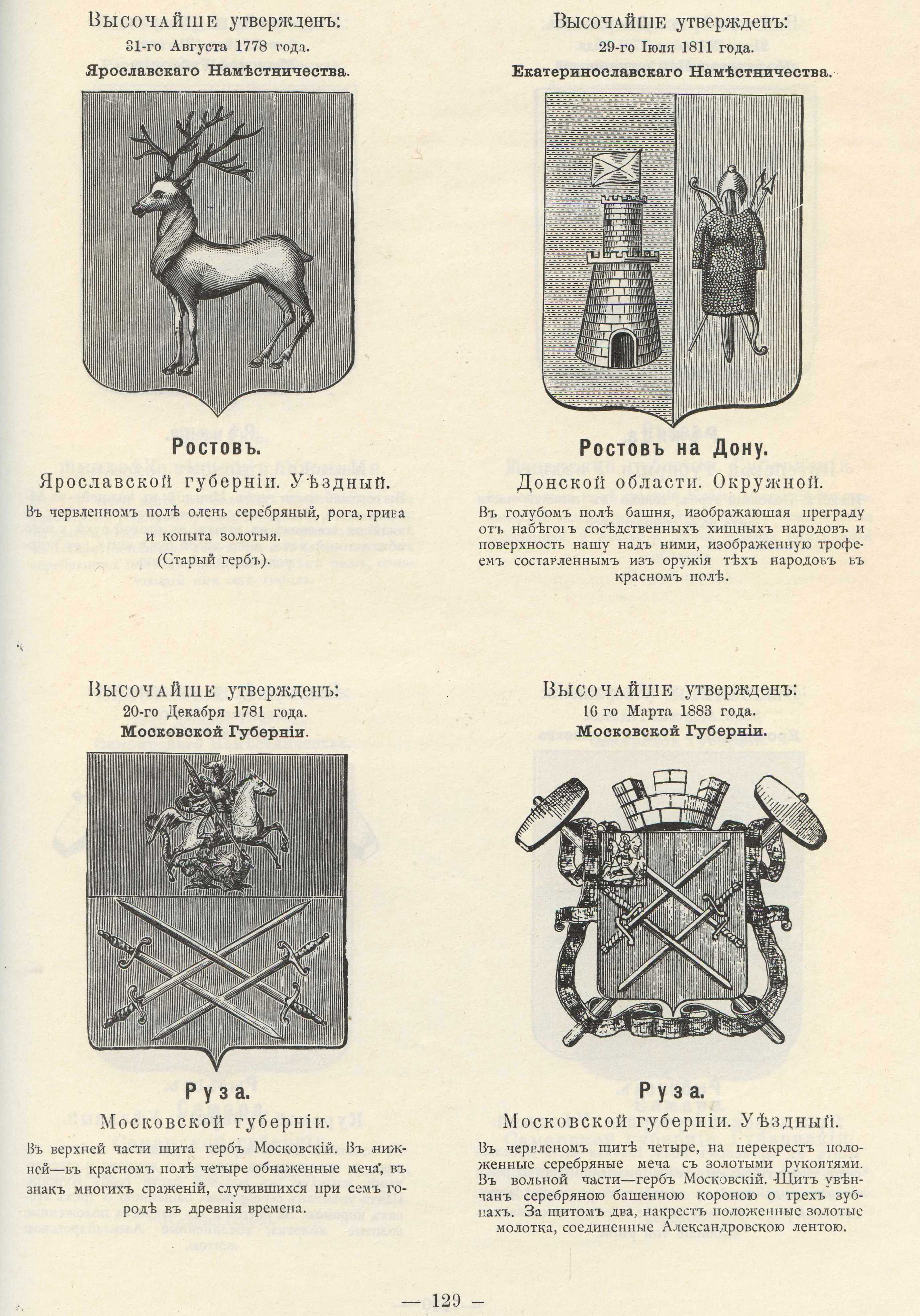
Герб Рузы из альбома Винклера (1883)

За основу данного герба города Руза был взят исторический герб городского поселения, утверждённый 16 марта 1883 года, полное описание исторического герба гласит:

«В червленом щите четыре, на перекрест положенные серебряные меча с золотыми рукоятками, в знак многих сражений, случившихся при сем городе в древние времена».

Цвета, изображенные на гербе, несут в себе следующий смысл:
- Красный цвет — символ мужества, самоотверженности, геройства, храбрости, справедливой борьбы, символ боевых и трудовых достижений местных жителей.
- Золотой — символ богатства, величия, прочности, стабильности и процветания.
- Серебряный символизирует чистоту, мудрость, благородство, совершенство, мир, невинность.